# Myrl Shoemaker
Myrl Howard Shoemaker (* 14. April 1913 in  Chillicothe, Ohio; † 30. Juli 1985 in Bourneville, Ohio) war ein US-amerikanischer Politiker. Zwischen 1983 und 1985 war er Vizegouverneur des Bundesstaates Ohio.

## Werdegang
Über die Jugend und Schulausbildung von Myrl Shoemaker ist nichts überliefert. Auch über seinen Werdegang jenseits der Politik gibt es in den Quellen keine Angaben. Politisch schloss er sich der Demokratischen Partei an. Im Jahr 1956 kandidierte er noch erfolglos für das Repräsentantenhaus von Ohio, dem er dann zwischen 1959 und 1982 ununterbrochen angehörte. Zehn Jahre lang war er Vorsitzender des dortigen Finanzausschusses.

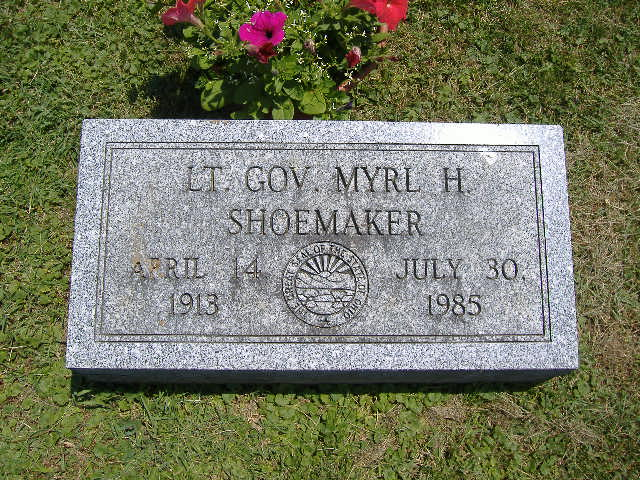
Grabstein von Myrl Shoemaker

1982 wurde Shoemaker an der Seite von Dick Celeste zum Vizegouverneur von Ohio gewählt. Dieses Amt bekleidete er zwischen 1983 und seinem Tod. Dabei war er Stellvertreter des Gouverneurs. Er war aber nicht mehr Vorsitzender des Staatssenats. Seit 1979 war die Personalunion zwischen Vizegouverneur und Senatspräsident in Ohio abgeschafft. Neben seiner Tätigkeit als Vizegouverneur bekleidete Shoemaker auch das Amt des Director of Natural Resources, von dem er am 1. Juli 1985 aus gesundheitlichen Gründen zurücktrat. Bereits seit 1983 kämpfte er mit einem Krebsleiden, dem er am 30. Juli 1985 erlag. Das Amt des Vizegouverneurs blieb bis zur nächsten Wahl unbesetzt. Myrl Shoemaker hatte mit seiner Frau Dorothy acht Kinder, darunter den 1945 geborenen Sohn Mike, der beiden Kammern der Ohio General Assembly angehörte.